# Oligoryzomys chacoensis
Oligoryzomys chacoensis là một loài động vật có vú trong họ Cricetidae, bộ Gặm nhấm. Loài này được Myers & Carleton mô tả năm 1981.